# AutoPASS
AutoPASS er et norsk system for elektronisk betaling i automatiske betalinganlæg. Systemet ejes af Statens vegvesen.
En AutoPASS-brik er en trådløs sender, der er placeret på indersiden af bilens forrude, der sikrer at man kommer hurtigt igennem automatiske betalingsanlæg. AutoPASS er baseret på DSRC 5,8 GHz mikrobølge teknik. Bompenge forekommer i flere steder i Norge, og alle betalingsanlæg i Norge er automatiske, hvilket også gælder nogle færger.
For biler uden brik (transponder) fotograferes nummerpladen og faktura sendes til bilens ejer. Dette gælder endda biler som er registrerede i andre lande end Norge.
AutoPASS er med i joint venturet EasyGo. Gennem EasyGo-samarbejdet kan AutoPASS bruges på broer, færger og andre automatiserede betalingsanlæg i Skandinavien. BroBizz er også med i Easygo-samarbejdet, og en BroBizz kan derfor også bruges i Norge. Siden 1. januar 2021 skal AutoPass-brikker dog være udstedt af en udsteder som er EETS godkendt for at kunne anvendes på Storebæltbroen. SkyttelPASS, Flyt og Fremtind Service har EETS-godkendelse.

## Obligatorisk transponder for tunge køretøj
Fra den 10. oktober 2014 skal alle køretøjer over 3,5 ton, som er registrerede hos et selskab, staten, amtsmyndigheder eller kommunen, eller som på anden måde hovedsageligt anvendes i erhvervsmæssig aktivitet i Norge, have en transponder. Dette gælder for både norske og udenlandske køretøjer på alle offentlige veje. Norsk politi, Toldvæsen og Statens vegvesen har kontrolmyndighed og kontrollerer langs vejen. Hvis man ikke har en transponder, skal der betales en afgift på 8.000 NOK. Afgiften hæves til 12.000 NOK, hvis den ikke betales inden for tre uger. Ved ny overtrædelse inden for to år er afgiften på 16.000 NOK.